# Liste des caps de l'Algérie
Les caps sont listés par ordre de longitude du plus à l'est vers le plus à l'ouest vous avez oublié le Cap Cavallo dans l commune d’El Aouana a djidjel:
| Nom du site             | Commune        | Wilaya         | Coordonnées                         |
| ----------------------- | -------------- | -------------- | ----------------------------------- |
| Cap Roux                |                | El Tarf        | 36° 56′ 30,53″ N, 8° 36′ 45,256″ E  |
| Cap Rosa                |                | El Tarf        | 36° 56′ 55,442″ N, 8° 14′ 23,417″ E |
| Cap de Garde            |                | Annaba         | 36° 58′ 00,84″ N, 7° 47′ 17,016″ E  |
| Cap Bougaroun           | Collo          | Skikda         | 37° 05′ 16,249″ N, 6° 28′ 03,032″ E |
| Cap de Fer              | El Marsa       | Skikda         | 37° 04′ 48,644″ N, 7° 10′ 12,626″ E |
| Cap Aokas               | Aokas          | Béjaïa         | 36° 38′ 37,396″ N, 5° 14′ 18,265″ E |
| Cap Bouak               | Béjaïa         | Béjaïa         | 36° 46′ 08,137″ N, 5° 06′ 25,92″ E  |
| Cap Carbon              | Béjaïa         | Béjaïa         | 36° 46′ 29,438″ N, 5° 06′ 22,712″ E |
| Cap Sigli               | Beni Ksila     | Béjaïa         | 36° 53′ 39,768″ N, 4° 45′ 31,507″ E |
| Cap Corbelin            |                | Tizi Ouzou     | 36° 54′ 28,602″ N, 4° 25′ 18,448″ E |
| Cap Djinet (en)         | Djinet         | Boumerdès      | 36° 52′ 38,935″ N, 3° 43′ 08,648″ E |
| Cap Matifou             | El Marsa       | Alger          | 36° 48′ 39″ N, 3° 13′ 47″ E         |
| Cap Ténès               | Ténès          | Chlef          | 36° 32′ 57,952″ N, 1° 20′ 26,048″ E |
| Cap Kalah               |                | Chlef          | 36° 30′ 52,97″ N, 1° 11′ 31,398″ E  |
| Cap Ivi                 |                | Mostaganem     | 36° 07′ 02,197″ N, 0° 13′ 19,859″ E |
| Cap Carbon              | Arzew          | Oran           | 35° 54′ 33″ N, 0° 20′ 21″ O         |
| Cap de l'Aiguille       | Arzew          | Oran           | 35° 52′ 30,59″ N, 0° 29′ 24,58″ O   |
| Cap Falcon              | Aïn El Turk    | Oran           | 35° 46′ 19,772″ N, 0° 47′ 33,09″ O  |
| Cap Lindlès (Cap Nègre) | Les Andalouses | Oran           | 35° 43′ 35,26″ N, 0° 56′ 04,02″ O   |
| Cap Sigale              |                | Oran           | 35° 40′ 33,755″ N, 1° 01′ 40,48″ O  |
| Cap Figalo              |                | Aïn Témouchent | 35° 34′ 28,1″ N, 1° 11′ 48,5″ O     |
| Cap Gros (Cap Oulassa)  |                | Aïn Témouchent | 35° 20′ 58,992″ N, 1° 19′ 21,515″ O |

## Galerie

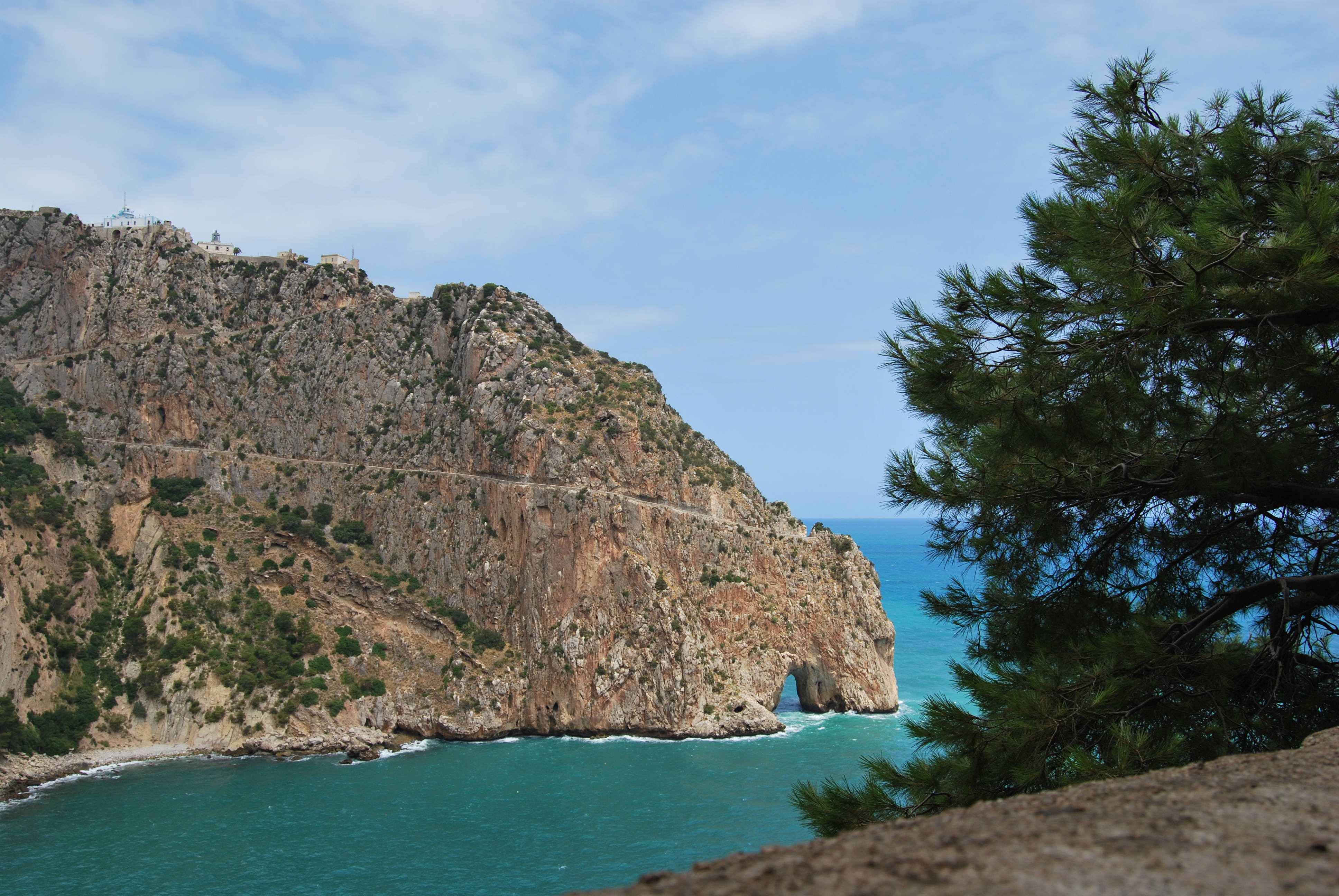
Cap Carbon (Béjaïa)
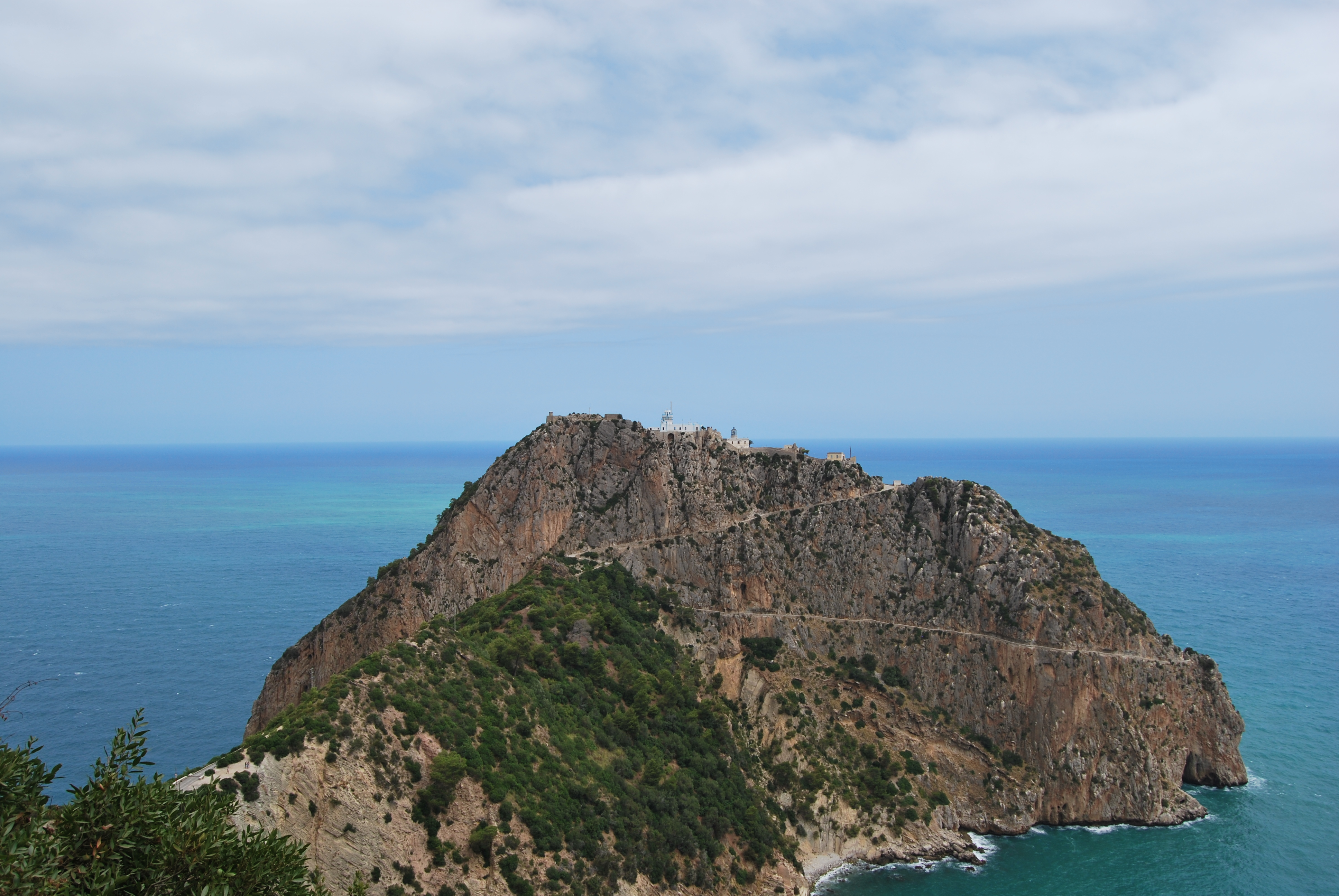
Cap Carbon (Béjaïa) avec vue sur le phare
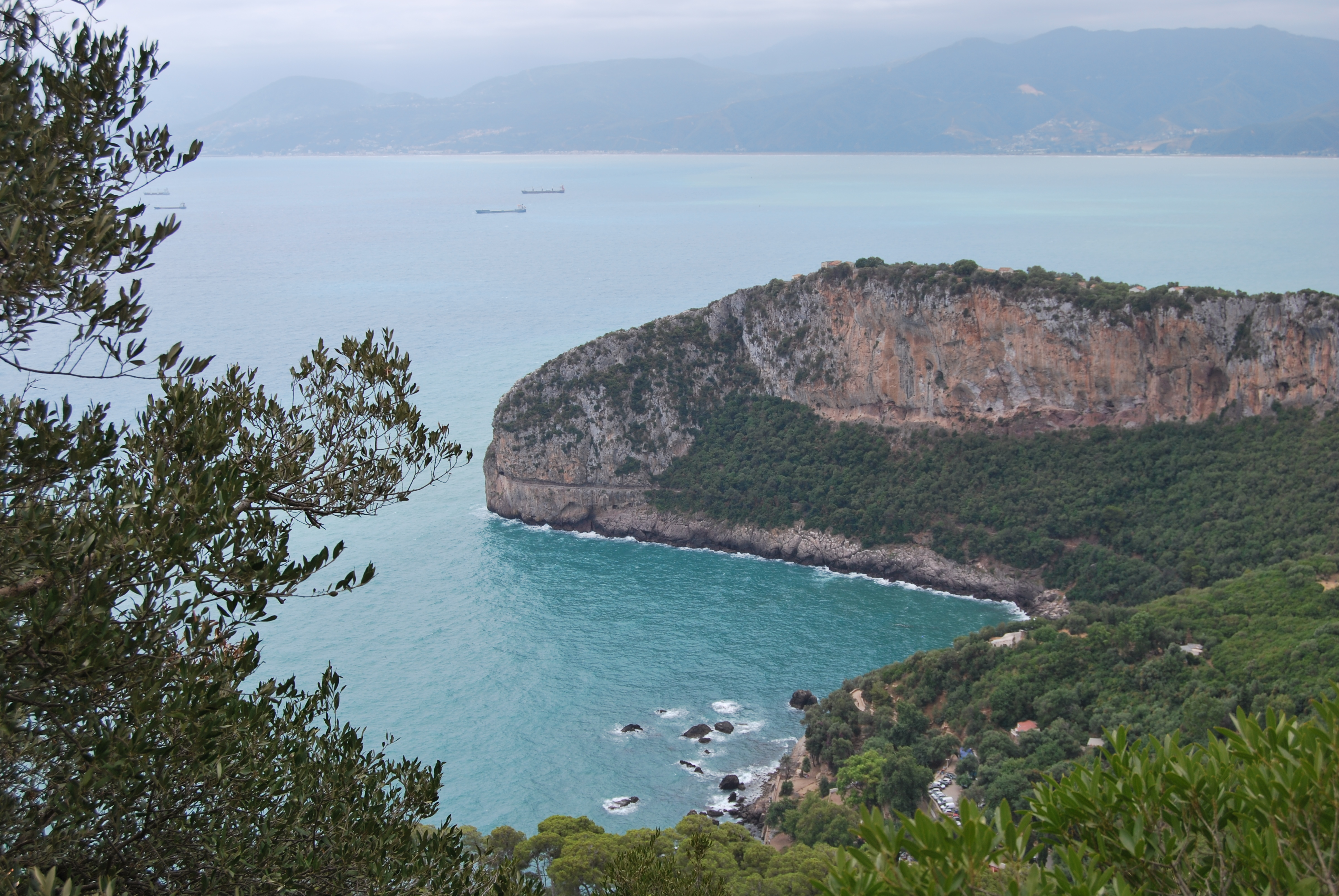
Le cap Bouark (Béjaïa), Au premier plan, la plage des Aiguades
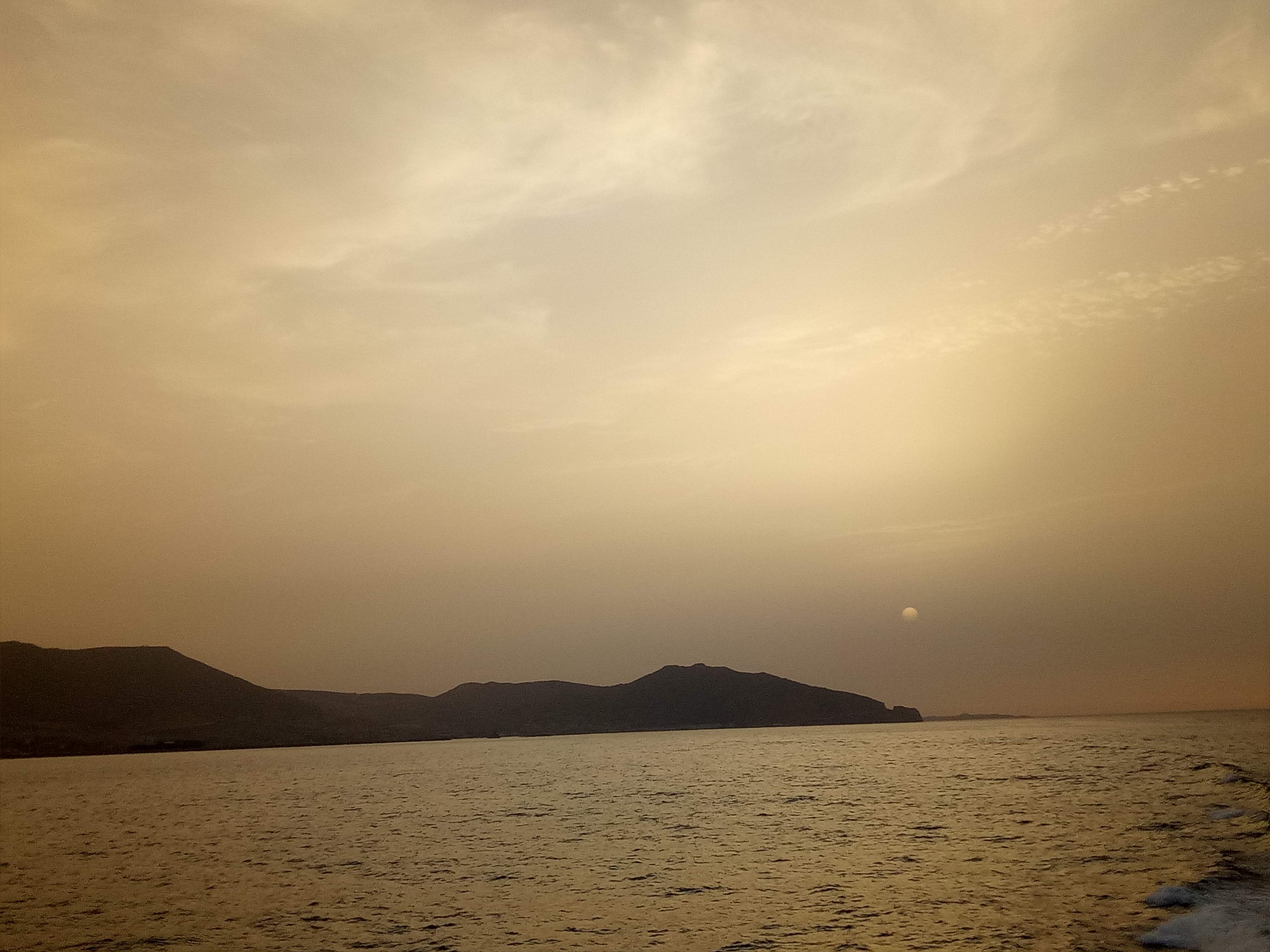
Cap Falcon